# 덕진구의 행정 구역
전주시 덕진구의 행정 구역은 15개 행정동과 37개 법정동으로 이루어져 있다. 구의 면적은 110.77km2로 전주시 전체 면적의 54%에 해당하며, 인구는 2015년 6월 30일 주민등록 기준으로 28만7966 명이다. 전주시 덕진구에서 인구가 가장 많은 행정동은 송천1동(약 4만명)이며, 인구가 가장 적은 행정동은 팔복동(10,148명)이다.

## 행정 구역

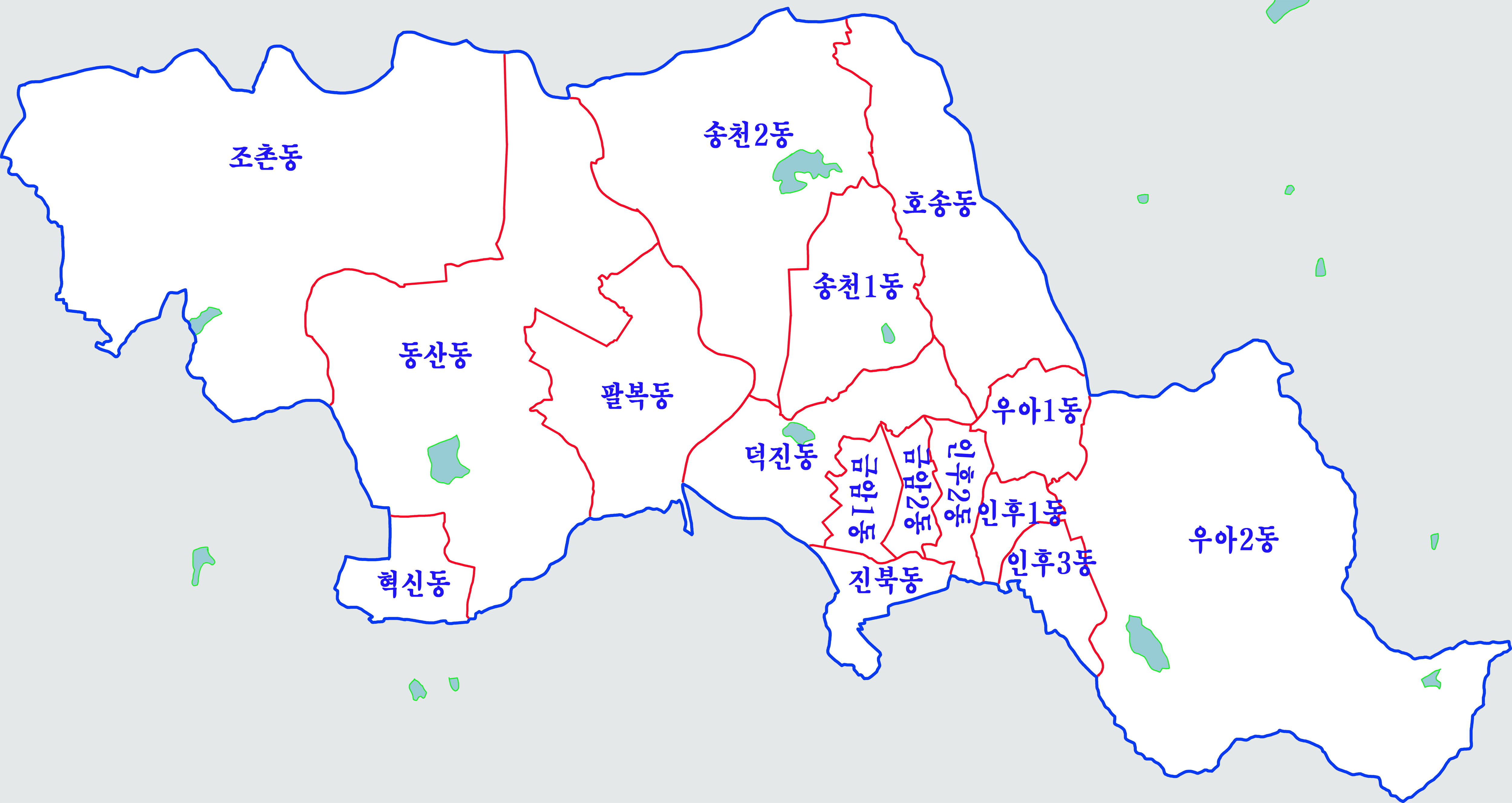
전주시 덕진구

| 행정동  | 한자   | 세대    | 인구    | 면적  |
| ------- | ------ | ------- | ------- | ----- |
| 진북동  | 鎭北洞 | 7,188   | 16,866  | 1.66  |
| 인후1동 | 麟後洞 | 7,464   | 20,672  | 1.27  |
| 인후2동 | 麟後洞 | 5,490   | 11,961  | 1.32  |
| 인후3동 | 麟後洞 | 13,986  | 36,535  | 1.67  |
| 덕진동  | 德津洞 | 8,973   | 21,070  | 4.3   |
| 금암동  | 金岩洞 | 11,387  | 17,771  | 2.71  |
| 팔복동  | 八福洞 | 4,770   | 10,148  | 7.38  |
| 우아1동 | 牛牙洞 | 5,215   | 11,852  | 1.44  |
| 우아2동 | 牛牙洞 | 6,881   | 15,601  | 22.93 |
| 호성동  | 湖城洞 | 7,901   | 23,619  | 7.64  |
| 송천1동 | 松川洞 | 12,747  | 39,801  | 4.79  |
| 송천2동 | 松川洞 | 9,471   | 28,632  | 12.14 |
| 조촌동  | 助村洞 | 4,455   | 10,744  | 24.26 |
| 여의동  | 如意洞 | 7,684   | 21,459  | 16.93 |
| 혁신동  | 革新洞 | 3.37    | 17,639  | 5,331 |
| 덕진구  | 德津區 | 111,873 | 287,966 | 111   |

* 세대·인구는 2015년 6월 30일 주민등록 기준

## 법정동
덕진구에 소속한 각 행정동이 관할하는 법정동은 다음과 같다.
| 행정동  | 법정동                                                             |
| ------- | ------------------------------------------------------------------ |
| 진북동  | 진북동                                                             |
| 인후1동 | 인후동1·2가                                                        |
| 인후2동 | 인후동1·2가                                                        |
| 인후3동 | 인후동1·2가                                                        |
| 덕진동  | 덕진동1·2가                                                        |
| 금암동  | 금암동                                                             |
| 팔복동  | 팔복동1·2·3·4가                                                    |
| 우아1동 | 우아동3가                                                          |
| 우아2동 | 우아동1·2가 산정동, 금상동                                         |
| 호성동  | 호성동1·2·3가                                                      |
| 송천1동 | 송천동1·2가                                                        |
| 송천2동 | 송천동1·2가 전미동1·2가                                            |
| 조촌동  | 화전동, 용정동, 성덕동 반월동, 원동, 남정동 도도동, 강흥동, 도덕동 |
| 여의동  | 여의동2가, 고랑동, 여의동 장동, 만성동                             |
| 혁신동  | 장동, 중동, 만성동                                                 |

## 역사
덕진은 ‘큰 나루’를 뜻하며 동국여지승람에 ‘덕진못’으로 표기되었던 것이 ‘덕진’으로 호전되어 사용되어 왔고, 예부터 만경강으로 통하는 조운의 구실을 한 중요 수로의 시발점이었다. 따라서 나루는 항상 마르지 않고 일관성 있게 흐르며 풍요하고 변하지 않아 전주가 배출한 인물이 덕진의 나루를 타고 세계를 오가며 완산칠봉의 정기가 만방에 뻗어갈 수 있으며, 모든 산은 물이 있어야 덕을 향유하고 산의 정기는 흐르는 강과 통하여 산수가 조화를 이루고, 상호 보완적이며 상부상조 협동 조화를 상징하는 의미에서 ‘완산’, ‘덕진’이라 명칭을 정하게 되었다.
- 1988년 7월 1일 전주시 덕진출장소를 설치하였다.
- 1989년 5월 1일 덕진출장소를 덕진구로 승격하였다.[3]
- 2005년 8월 1일 서노송동을 완산구에 편입하고, 진북1동, 진북2동을 진북동으로 합동하였다.[4]
- 2025년 3월 10일: 금암1동, 금암2동을 금암동으로 합동하였다.

## 같이 보기
- 전주시의 행정 구역
  - 완산구의 행정 구역